# Heiko Fischer
Pour les articles homonymes, voir Fischer.
Heiko Fischer, né le 25 février 1960 à Stuttgart en (Bade-Wurtemberg) et mort le 21 novembre 1989 à Sindelfingen (Bade-Wurtemberg), est un patineur artistique allemand, quintuple champion d'Allemagne dans les années 1980.

## Biographie

### Carrière sportive
Heiko Fischer représente le club de Stuttgart (TUS Stuttgart) et est entraîné par Karel Fajfr. Il est quintuple champion d'Allemagne en 1982, 1983, 1985, 1986 et 1988. Ses rivaux nationaux principaux sont Norbert Schramm, Rudi Cerne et Richard Zander.
Il représente son pays à six championnats européens (1982 à Lyon, 1983 à Dortmund, 1984 à Budapest, 1985 à Göteborg, 1986 à Copenhague et 1988 à Prague), cinq mondiaux (1983 à Helsinki, 1984 à Ottawa, 1985 à Tokyo, 1986 à Genève et 1988 à Budapest) et deux Jeux olympiques d'hiver (1984 à Sarajevo et 1988 à Calgary).
Il arrête les compétitions sportives après les mondiaux de 1988 à l'âge de 28 ans.

### Mort
Heiko Fischer s'effondre lors d'une partie de squash avec des amis le 21 novembre 1989. Il décède d'une myocardite chronique (inflammation du muscle cardiaque) à l'âge de 29 ans à l'hôpital de Sindelfingen. Sa femme Angela est enceinte de sept mois quand il meurt, donnant naissance à leur fils en 1990.
En mémoire de Heiko Fischer, la Heiko Fischer Cup se tient à Stuttgart depuis 1991.

## Palmarès
| Compétition                         | 1979    | 1980    | 1981    | 1982    | 1983    | 1984    | 1985    | 1986    | 1987    | 1988    |  |  |  |  |
| Jeux olympiques d'hiver             |         |         |         |         |         | 10e     |         |         |         | 9e      |  |  |  |  |
| Championnats du monde               |         |         |         |         | 8e      | 7e      | 6e      | 7e      |         | 7e      |  |  |  |  |
| Championnats d’Europe               |         |         |         | 6e      | 4e      | 5e      | 4e      | A       |         | 6e      |  |  |  |  |
| Championnats d'Allemagne de l'Ouest | 3e      | 3e      | 3e      | 1er     | 1er     | 2e      | 1er     | 1er     | F       | 1er     |  |  |  |  |
|                                     |         |         |         |         |         |         |         |         |         |         |  |  |  |  |
| Autres Compétitions                 | 1978/79 | 1979/80 | 1980/81 | 1981/82 | 1982/83 | 1983/84 | 1984/85 | 1985/86 | 1986/87 | 1987/88 |  |  |  |  |
| Skate America                       |         |         |         |         | 2e      |         |         |         | 5e      |         |  |  |  |  |
| Skate Canada                        |         |         |         |         | 3e      |         | A       |         |         |         |  |  |  |  |
| Trophée NHK                         |         |         | 7e      |         |         |         | 6e      |         |         |         |  |  |  |  |
| Légende : F = Forfait ; A = Abandon |         |         |         |         |         |         |         |         |         |         |  |  |  |  |